# Ernst Pethig
Ernst Pethig (* 27. Dezember 1892 in Lemgo; † 7. April 1956 ebenda) war ein deutscher Architekt und Maler.

## Leben
Pethigs Eltern besaßen ein Wäschegeschäft in Lemgo. Er machte 1913 das Abitur am Gymnasium im Lippehof und begann ein Studium an der Technischen Hochschule München. Nach Beginn des Ersten Weltkriegs wurde er im Dezember 1914 als Kriegsfreiwilliger eingezogen. Im folgenden Jahr wurde er bei einer Granatexplosion schwer verwundet und verlor weitgehend sein Gehör. 1916 konnte Pethig sein Studium an der Technischen Hochschule Hannover fortsetzen, das er 1920 mit dem akademischen Grad Diplom-Ingenieur abschloss.

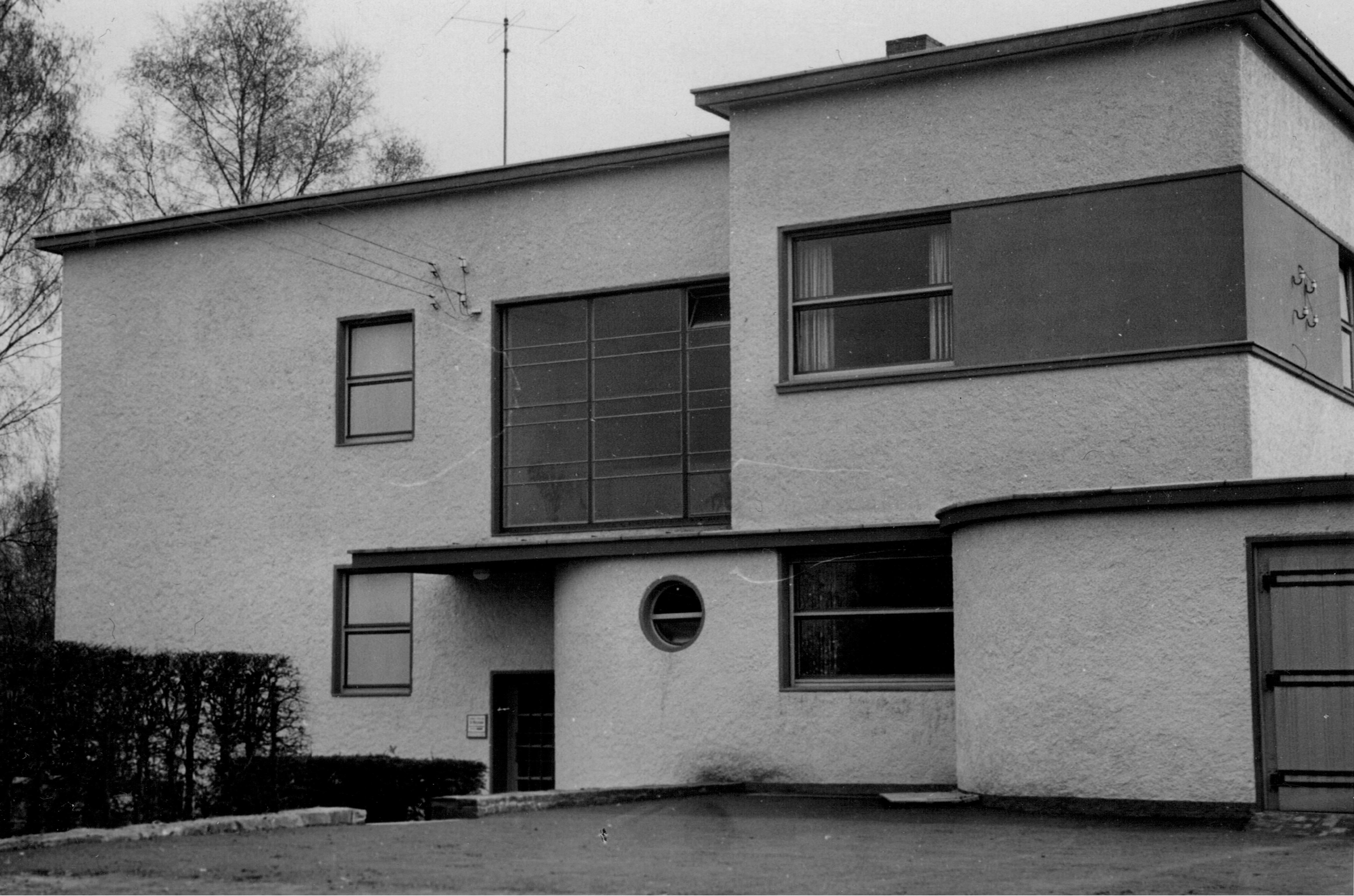
Lemgo, Slavertorwall 15 (Foto um 1950)

Pethig ließ sich in Lemgo als selbständiger Architekt nieder. 1925 erhielt er vom Kaufhausbesitzer Joseph Wiese den Auftrag zum Bau einer repräsentativen Villa. Zu seinen bedeutendsten Bauwerken zählt das einzige Beispiel des Neuen Bauens der 1920er Jahre in Lemgo und Umgebung, das 1929–1931 am Slavertorwall erbaute Wohnhaus mit integrierter Arztpraxis für den Chirurgen Gustav Kleßmann. Pethig entwarf auch das Denkmal für die Gefallenen des Ersten Weltkriegs im Lemgoer Johannisturm und einige Geschäfts-Umbauten in der Lemgoer Innenstadt.
Aufgrund seines Gehörschadens wurde Pethig im Zweiten Weltkrieg nicht zum Kriegsdienst eingezogen. Er blieb unverheiratet und kinderlos. Pethig war Angler, Jäger und Hundefreund. Er zeichnete und malte Aquarelle mit Stadtidyllen und lippischen Landschaften.
Die Stadt Lemgo benannte eine Straße nach ihm.